# Марьятин
Марьятин (укр. Мар'ятин) — село на Украине, основано в 1780 году, находится в Малинском районе Житомирской области.
Код КОАТУУ — 1823482602. Население по переписи 2001 года составляет 72 человека. Почтовый индекс — 11611. Телефонный код — 4133. Занимает площадь 0,967 км².

## Адрес местного совета
11600, Житомирская область, Малинский р-н, с. Вышев